# Trigonopsis cyclocephala
Trigonopsis cyclocephala là một loài côn trùng cánh màng trong họ Sphecidae, thuộc chi Trigonopsis. Loài này được F. Smith miêu tả khoa học đầu tiên năm 1873.